# 古尔萨海甘杰
古尔萨海甘杰（Gursahaiganj），是印度北方邦Kannauj县的一个城镇。总人口35752（2001年）。

## 人口
该地2001年总人口35752人，其中男性18943人，女性16809人；0—6岁人口6122人，其中男3279人，女2843人；识字率50.35%，其中男性为56.85%，女性为43.02%。